# Młyny (wieś w województwie kujawsko-pomorskim)
Młyny – wieś w Polsce położona w województwie kujawsko-pomorskim, w powiecie mogileńskim, w gminie Strzelno.

## Podział administracyjny

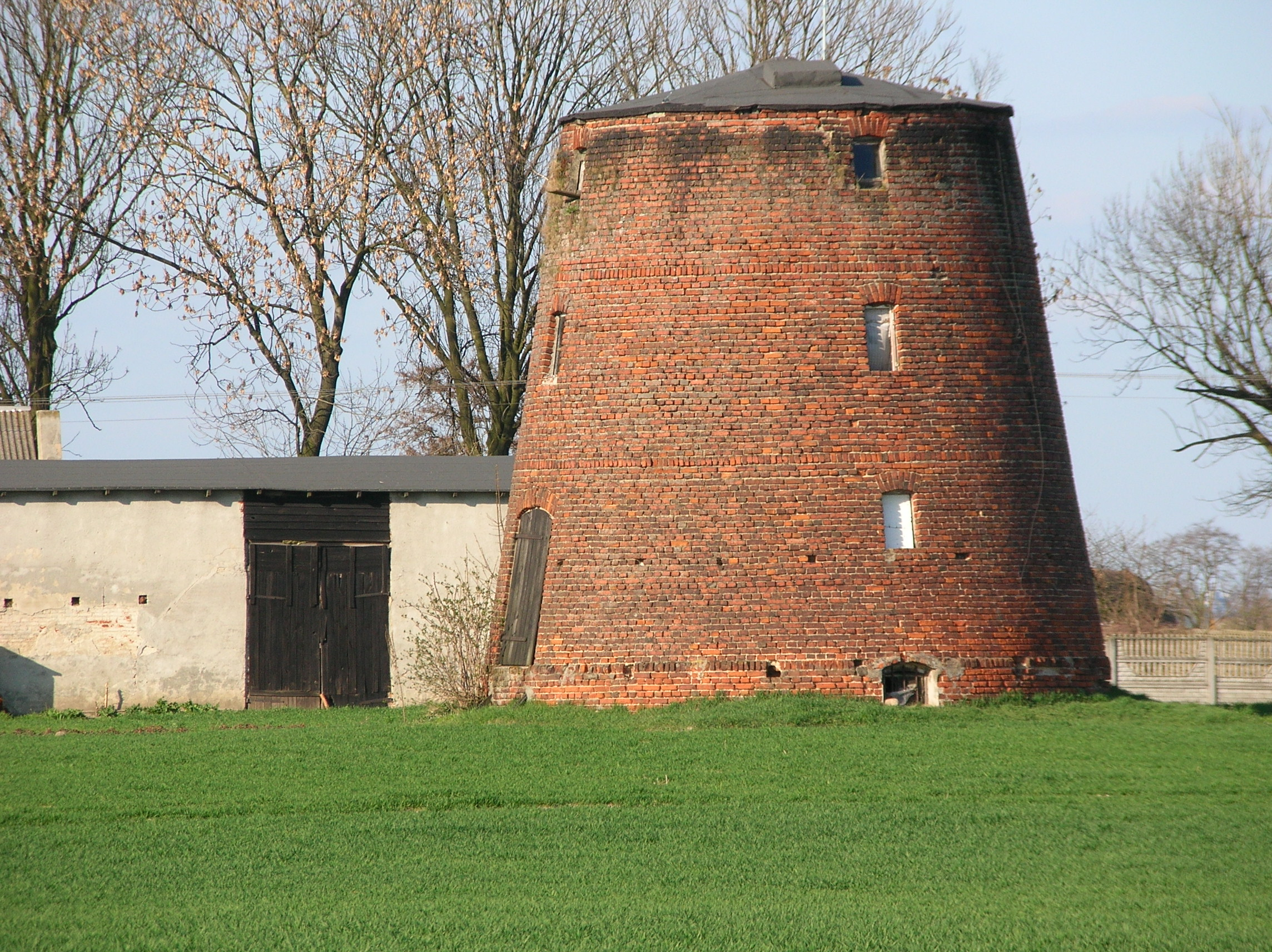
Murowany wiatrak we wsi Młyny

W latach 1975–1998 miejscowość administracyjnie należała do województwa bydgoskiego.

## Demografia
Według Narodowego Spisu Powszechnego (III 2011 r.) liczyła 122 mieszkańców. Jest 22. co do wielkości miejscowością gminy Strzelno.